# Базки (Ростовская область)
Базки — хутор в Константиновском районе Ростовской области России.
Входит в состав Почтовского сельского поселения.

## Население
| 2010 |
| ---- |
| 332  |

## Улицы
| - ул. Донская, - ул. Колхозная, - пер. Луговой, - ул. Набережная, | - ул. Подгорная, - ул. Пушкина, - ул. Садовая, - пер. Хлебный, | - ул. Цыганская, - пер. Шолохова, - ул. Элеваторская. |